# Stazione di Ceggia
Stazione di Ceggia vasútállomás Olaszországban, Ceggia településen.

## Vasútvonalak
Az állomást az alábbi vasútvonalak érintik:
- Velence–Trieszt-vasútvonal

## Kapcsolódó állomások
A vasútállomáshoz az alábbi állomások vannak a legközelebb:
- Stazione di San Donà di Piave-Jesolo
- Stazione di San Stino di Livenza